# Simulium obikumbense
Simulium obikumbense är en tvåvingeart som först beskrevs av Rubtsov 1972.  Simulium obikumbense ingår i släktet Simulium och familjen knott. Inga underarter finns listade i Catalogue of Life.